# Luceafărul

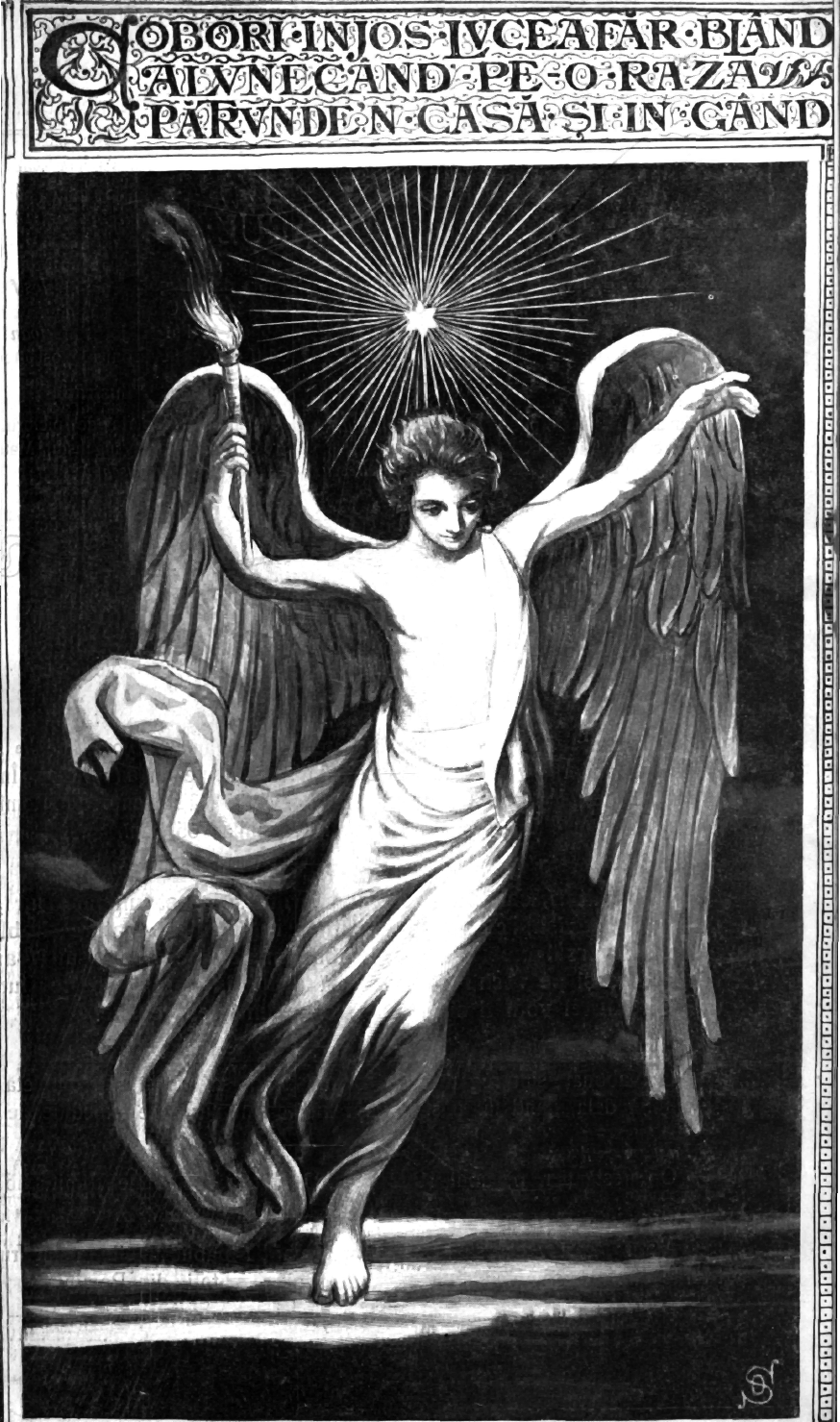
Impresión en la portada de Luceafărul, en la revista rumana de Bucarest, que ilustra el poema homónimo de Mihai Eminescu.

«Luceafărul» («El Lucero») es un poema rumano compuesto por Mihai Eminescu y publicado en 1883. Es considerado una obra maestra de la poesía rumana.
The World Records Academy ha anunciado en enero del 2009 que «Luceafărul» ha sido oficialmente reconocido como el poema de amor más largo en el mundo.